# Van den vos Reynaerde

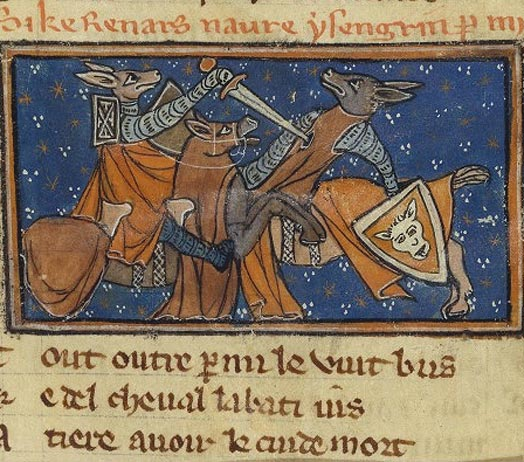
Roman de Renart, uit een Frans handschrift van circa 1300

Van den vos Reynaerde is een episch dierdicht dat geldt als een hoogtepunt in de hoge Middelnederlandse literatuur, hoewel het gebaseerd is op het Latijnse dierenepos Ysengrimus. In totaal telt het 3469 versregels in viervoetige jamben en is geschreven in het Middelnederlands. Waarschijnlijk werd het geschreven tussen 1257 en 1271.
Strikt genomen betreft het verhaal geen fabel, maar een epos (heldendicht) in de vorm van een dierenverhaal. Wel bevat het elementen die typerend zijn voor fabels – zoals antropomorfisme: dieren die spreken en handelen als waren zij mensen – en lijkt het verhaal geïnspireerd op bekende fabels uit de oudheid.

## Benamingen
Het epos en de vos worden tegenwoordig ook aangeduid als Reinaart de vos, Reinaert de vos of Over de vos Reinaert. Voor literatuurkenners volstaat de Reynaert. Vossenverhalen gebruiken variaties zoals Reintje of Reintje de Vos. Een eerdere versie dan de Reynaert is de 12e-eeuwse Franse Roman de Renart.

## Oorsprong
Het verhaal zou in de 13e eeuw zijn geschreven door een zekere Willem, over wie in de eerste regels gezegd wordt dat hij nog iets anders gemaakt heeft, namelijk Madocke (tegenwoordig: Madoc) (Willam die madocke makede; in moderne versies vaak: Willem die ook Madoc schreef). Jacob van Maerlant vermeldt dit werk aan het eind van zijn Rijmbijbel. Nog een aanwijzing is dat men bij de laatste verzen van het verhaal een acrostichon opmerkt: BI WILLEME. Deze vermeldingen worden echter ook wel gezien als een parodie op middeleeuwse auteursprologen en slotwoorden. Een mogelijke kandidaat is Willem van Boudelo, alias Willem Corthals.
De wortels van het Reynaertverhaal reiken diep in het verleden, tot Aesopus en Phaedrus, de grootste fabeldichters uit de klassieke oudheid. Een van de directe voorlopers is het omstreeks 1100 in het Latijn geschreven Ysengrimus, een eerste grote verzameling met fabels en verhalen over dieren met daarin een wolf centraal. De dieren hebben daar voor het eerst eigennamen. De dichter van dat werk is vermoedelijk "Magister Nivardus". Waarschijnlijk was hij een clericus die zeer goed de situatie van de Sint-Pietersabdij én het religieuze leven in Hulst en de wijde omgeving kende.

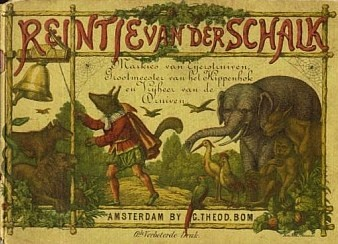
Negentiende-eeuwse editie voor kinderen

Het Middelnederlandse Reynaertverhaal is echter in hoofdzaak gebaseerd op een Frans verhaal: Le Plaid, letterlijk vertaald 'het pleidooi'. Dit verhaal verscheen rond 1160 en was het eerste deel van een grotere verzameling vossenverhalen: Le Roman de Renart, geschreven door Perrout de Saint Cloude. De Vlaamse Reynaert volgt tot halverwege de plot van Le Plaid vrij getrouw om dan met Reynaerts tweede biecht een eigen weg in te slaan.
Van dit dierenepos is een manuscript integraal bewaard gebleven in het Comburgse handschrift, een codex die dateert van tussen 1380 en 1425 en afkomstig is uit het Gentse, vermoedelijk uit een kopiistenatelier. 'Van de vos Reynaerde' bevindt zich op de folio's 192 t/m 232.

## Verhaal

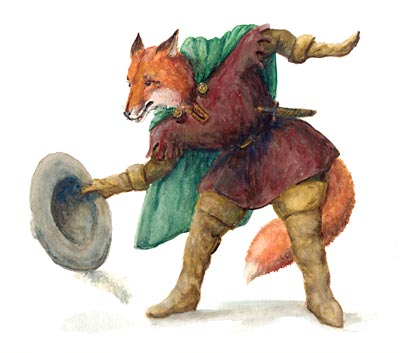
Reynaert de Vos

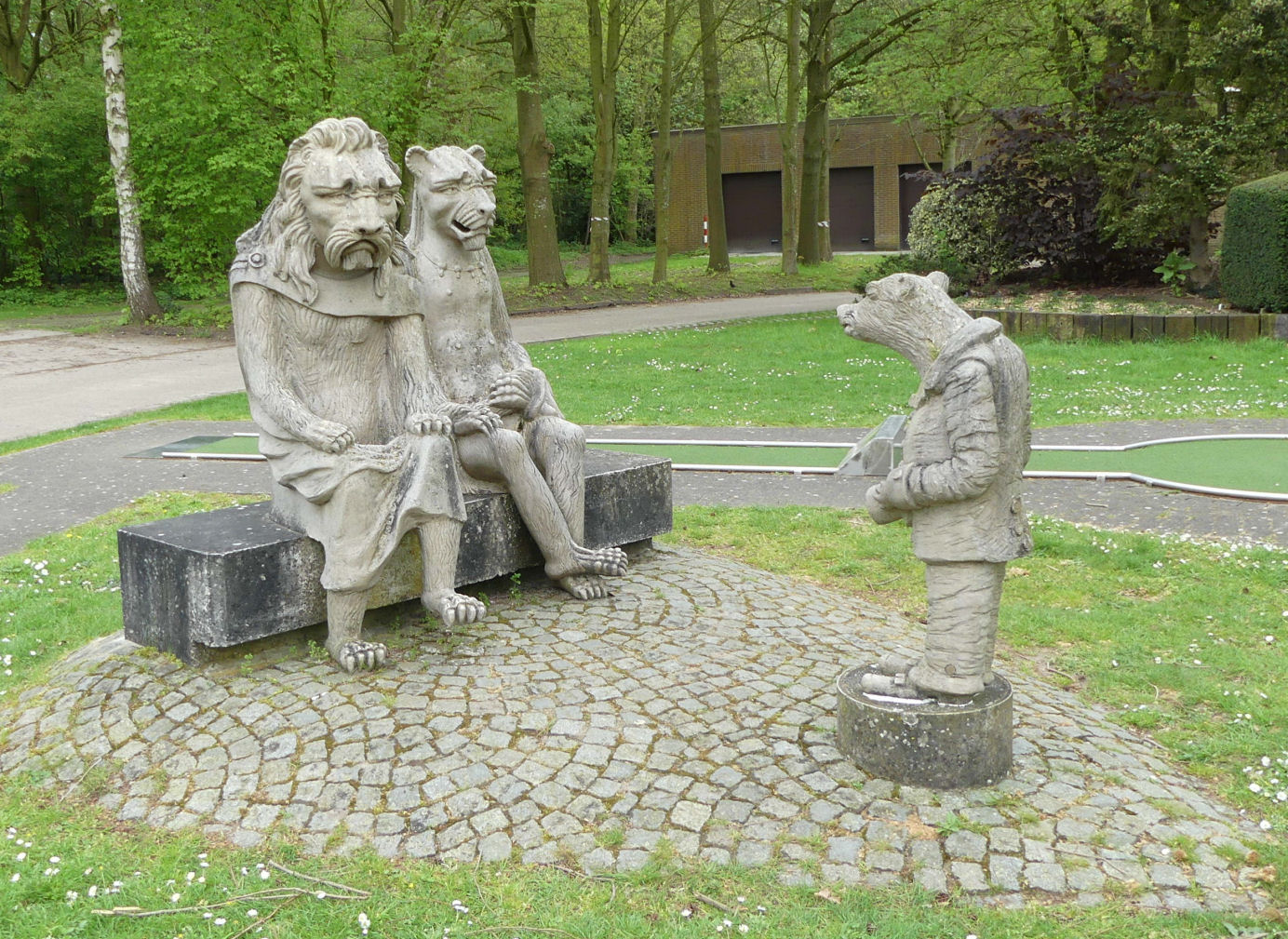
Grimbeert verschijnt voor de koning en koningin, Sint-Niklaas, De Ster beeldengroep door Albert De Smedt

Tijdens de hofdag van koning Nobel verschijnen alle dieren, behalve Reynaert de vos. Verschillende dieren doen hun beklag over de schurkenstreken van Reynaert: Isengrijn de wolf zegt dat hij de wolvin Hersinde heeft verkracht, de hond Courtois beschuldigt hem van diefstal en Pancer de bever getuigt over een moordaanslag op Cuwaert de haas en schending van de koningsvrede. Grimbeert de das, een neef van Reynaert, is de enige aan het hof die Reynaert verdedigt. Dan draagt de haan Cantecleer het lijk van de door Reynaert gedode hen Coppe aan. Koning Nobel besluit daarop om de vos voor het hof te dagen.
Reynaert lokt Bruun de Beer, die als eerste wordt gestuurd om hem te halen, in een val. Reynaert vertelt Bruun dat er honing zit in een opengespleten boom op het erf van Lamfreit de timmerman. Reynaert slaat de wiggen uit de boom en de beer komt hierdoor vast te zitten, waarna de dorpelingen hem vreselijk aftuigen. De beer weet uiteindelijk te ontkomen via de rivier en komt zwaar toegetakeld terug in het hof. Vervolgens gaat Tybeert de Kater als tweede op pad om Reynaert te ontbieden, maar ook hij wordt te grazen genomen. Reynaert spiegelt Tybeert vette muizen voor en weet hem in een strik te jagen in de schuur van de pastoor. Tybeert wordt afgerost en schiet er een oog bij in. In doodsangst valt hij het geslachtsdeel van de pastoor aan, tot ontzetting van diens vrouw Julocke. Na de terugkeer van Tybeert aan het hof geeft Grimbeert zich als derde op om zijn geliefde oom naar het hof te brengen. Door Reynaert wijs te maken dat hij bij verstek zal worden berecht als hij nu niet zou opdagen, krijgt hij hem mee. Onderweg doet Reynaert het verhaal van zijn misdaden bij wijze van geïmproviseerde biecht. Nauwelijks heeft hij de absolutie ontvangen en veertig slagen met een twijg ter boetedoening, of hij kijkt alweer likkebaardend naar de hoenders van een nonnenklooster. Maar dan komen ze aan het hof en blijkt de derde dagvaarding dus de goede (middeleeuwse getallensymboliek).
Met een nieuwe list probeert Reynaert zijn veroordeling te ontlopen. Hij vertelt over zijn jeugdjaren en hoe hij vroeger heel onschuldig met kippen speelde, tot hij er per ongeluk een doodbeet en verzot raakte op de smaak van bloed. Koning Nobel en de zijnen laten zich echter niet vermurwen en de grote baronnen veroordelen hem ter dood. Grimbeert en andere medestanders gaan weg omdat ze geen getuige willen zijn van de executie. Nadat ook zijn vijanden vertrokken zijn om een galg op te richten, vraagt Reynaert of hij zijn zonden mag opbiechten, zodat na zijn terechtstelling geen onschuldigen voor hem zouden boeten. Hij krijgt toestemming en hangt een verhaal op, waarin hij na een tijdje laat vallen dat hij over een gestolen schat beschikt en dat hij door die diefstal een complot tegen de koning heeft verijdeld. Nu heeft hij de aandacht vast, maar omdat hij als gereputeerde leugenaar over weinig geloofwaardigheid beschikt, gaat hij zijn eigen vader en zijn bondgenoot Grimbeert beschuldigen, naast Isengrijn, Bruun en Tybeert. Zijn vader had zogezegd de schat van koning Ermenrike ontdekt en op een geheime plaats verborgen. Met de vier andere verraders spande hij samen tegen de koning, maar Reynaert kwam hen op het spoor doordat Grimbeert zijn mond voorbij praatte tegen zijn vrouw Hermeline. Hij begon zijn vader te bespieden en ontdekte zo de schat, die moest dienen om tegenstanders van de samenzwering af te kopen en wapenvolk in te huren. Reynaert versleepte de schat naar een ander hol en voorkwam zo het onheil. Zijn vader hing zich op van gramschap, de andere samenzweerders bleven in hoog aanzien staan.
De koning en de koningin nemen Reynaert nu apart om meer over de schat te vernemen. De schat ligt volgens Reynaert begraven in Kriekeputte. De koning laat zijn wantrouwen uiteindelijk varen wanneer Cuwaert de haas erbij wordt gehaald en het bestaan ervan bevestigt. Daarop vraagt de koning Reynaert om hem de weg te wijzen. De vos weigert, omdat hij naar eigen zeggen in de ban is gedaan door de paus en met zo'n volk kan de koning zich immers niet eervol op weg begeven. Reynaert wil bovendien naar Rome en het Heilig Land om vergeving te krijgen. Nobel gelooft Reynaert en maakt Reynaerts veroordeling ongedaan. De vermeende verraders, verwittigd door Tiecelijn de raaf, worden ingerekend, behalve de achtergebleven Tybeert. Reynaert maakt zich nu vlug uit de voeten, maar niet zonder zijn vijanden nog eens te grazen te nemen. Uit het vel van Bruun krijgt hij een pelgrimstas en de poten van Isengrijn en Hersinde worden afgestroopt om hem tot schoenen te dienen. Dan vertrekt hij zogenaamd op bedevaart naar Rome. Vóór zijn vertrek wordt hij eerst thuisgebracht door Cuwaert de haas en Belijn de ram. In zijn burcht Malpertuus bijt Reynaert Cuwaert de strot door en samen met zijn vrouw en welpjes eet hij de haas op. Hij stopt de kop van Cuwaert in zijn pelgrimstas en geeft die mee met Belijn, onder voorwendsel dat het om brieven gaat voor koning Nobel waarmee Belijn veel eer zal halen als hij zich voordoet als hun auteur.
Wanneer klerk Botsaert de boodschap tevoorschijn haalt, beseft koning Nobel dat hij zich in de luren heeft laten leggen en dat hij zijn eer heeft verloren. Beschaamd laat hij het hoofd zakken, om dan een ijzingwekkend gebrul uit te stoten. De algehele ontluistering wordt enigszins gered door de oplossing waarmee het luipaard Fyrapeel op de proppen komt. Op zijn voorstel wordt Belijn als zoenmaal gegeven aan Bruun en Isengrijn. Wolven en beren zullen voortaan vrij jagen op de verwanten van Belijn en Reynaert. Op voorstel van Fyrapeel wordt tevens beslist om met alle edelen naar de burcht van Reynaert te gaan, om hem te doen hangen. De vos is intussen echter al met zijn gezin de wildernis in gevlucht.

## Achtergronden
In de traditie van de oudste dierenverhalen werden dieren met legendarische halve waarheden en hele verzinsels opgezadeld. De vos wordt beschreven als uitgesproken demonisch: hij is wreed, bedrieglijk, hebzuchtig, vals, ontuchtig en genadeloos. Hij ontziet niemand. In dit negatieve verwachtingspatroon ontwierp de dichter dit dierenverhaal omstreeks 1260 voor een hoofs of adellijk publiek, dat de gangbare opvattingen bevestigd wenste te horen en van een vos niets goeds verwachtte. De Dietse hofliteratuur kent een grote bloei en er is dus ruimte voor een goed dierdicht. De Reynaert stelde hen niet teleur. De vos is een lepe, doortrapte bandiet, want niet alleen heeft hij kippen doodgebeten, daarnaast staat hij Bruun en Tybeert naar het leven en lokt hij de naïeve Cuwaert genadeloos in een dodelijke val.
Willem was een nauwgezet man, die zich voor het samenstellen van zijn Reynaertepos goed gedocumenteerd had met en over de eerder genoemde bestaande dierenverhalen. Het werk is dus niet ontsproten aan de dichterische Volksseele, zoals lang werd vermoed. Evenmin is het ontstaan in de opkomende kleine burgerij.

### Dierenwereld als allegorie

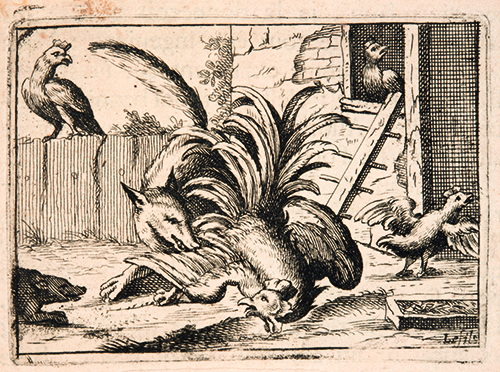
Jacques Panneels & Charles de Vos, Le renard ou le procez des bestes, 1739, The Phoebus Foundation

De belangrijkste reden waarom dit verhaal als een dierenverhaal is opgetekend, is het antropomorfisme. Dieren op menselijke wijze laten spreken en handelen is een bijzonder geschikte manier om mensen op indirecte wijze iets duidelijk te maken. Een dergelijk dierenverhaal toont immers een wereld in spiegelbeeld. Dieren treden handelend, denkend en sprekend op, alsof het mensen zijn. Mensen worden daarentegen doorgaans als domme, instinctieve en redeloze wezens afgeschilderd. Door het publiek deze allegorische spiegel voor te houden, wordt het volk geconfronteerd met hun eigen tekortkomingen zoals hebzucht, vraatzucht en corruptie.
Als bijkomend voordeel kan de auteur zijn beschrijving van de omgekeerde wereld volgens het principe 'man bijt hond' een eerder komisch effect geven. Op die manier is het mogelijk om, indirect en zonder mensen bij naam te noemen, op een aangename en ludieke wijze commentaar of kritiek te geven op de manier waarop het er in de mensenwereld aan toegaat. De auteur kan ook kritiek geven op machtige personen zonder te hoeven vrezen voor represailles, omdat deze kritiek indirect gebeurt, discreet en de personen niet bij naam genoemd worden.

### Het beeld van de vos
De vos was in de middeleeuwen een niet graag gezien dier. Hij gold als een roofdier, dat veel schade kon aanrichten. Als kippendief kon hij op het platteland honger en zelfs voedseltekort betekenen. De auteur staat bijzonder onsympathiek tegenover Reynaert. Zo beweert hij dat Hi hadde te hove so vele mesdaen, dat hire niet dorste gaan. Die hem beschuldich kent, ontsiet! (Hij had zoveel misdaan jegens het Hof, dat hij er niet naartoe durfde te gaan. Wie zich schuldig weet ontziet het zich.) Bovendien noemt de auteur Reynaert den fellen metten grijsen baerde (een felle kerel met een grijze baard). Fel had in de middeleeuwen een tegenovergestelde betekenis van hoofs. Het is een zeer negatief geladen woord, dat wordt gelinkt aan andere woorden in de tekst (dorper, scalc, ...). Al deze aantijgingen zijn ironisch gebruikt, want een van de conventies van de middeleeuwse roman was dat het hoofdpersonage lovend werd omschreven, met verwijzingen naar vroegere heldendaden als in het oog springende kwaliteiten. Hier doet de auteur dit ook, maar met het tegenovergestelde effect.
De vos was tevens een drager van hondsdolheid en werd gezien als de verpersoonlijking van de duivel. Hij hield zich voor dood, zodat het lijkt alsof hij een lijk is. Daardoor kwamen vogels op hem af en als ze zeer dichtbij waren at hij ze op. Kortom, de vos was een doortrapt, boosaardig, onheilspellend dier.

### Verwijzingen naar de standenmaatschappij
Van den vos Reynaerde bevat tal van satirische verwijzingen naar de standenmaatschappij: zowel de adel als de geestelijkheid moeten het flink ontgelden. Enkele voorbeelden hiervan zijn dat de priesters in het verhaal zich niet aan hun celibaat houden terwijl de adel lui en incompetent is. Ook de derde stand blijft niet gespaard; wanneer het volk Bruin de Beer te lijf gaat, lijken ze wel een bende primitievelingen. Ze slaan op hem met het hele huisraad van 'pollepels' tot een spoel van het spinnewiel. Ook de namen van de vrouwen uit het volk zijn duidelijke verwijzingen naar verscheidene zonden. 'Vuilemaerte' kan men beschouwen als gemakkelijk om mee te verkeren, bijna een slet. In 'Ogerne' is dan weer de uitspraak "O gerne" te verstaan, wat aan een prostituee doet denken. Ook de priestersvrouw 'Julooke', " Jou lok ik", is een vrouw van laag allooi. Zelfs Ysegrijns vrouw Haersinde is niet van dubbelzinnigheid gespeend. Vergelijk: 'Haar zint het', 'Haar zonde' of zelfs 'Aersende'.

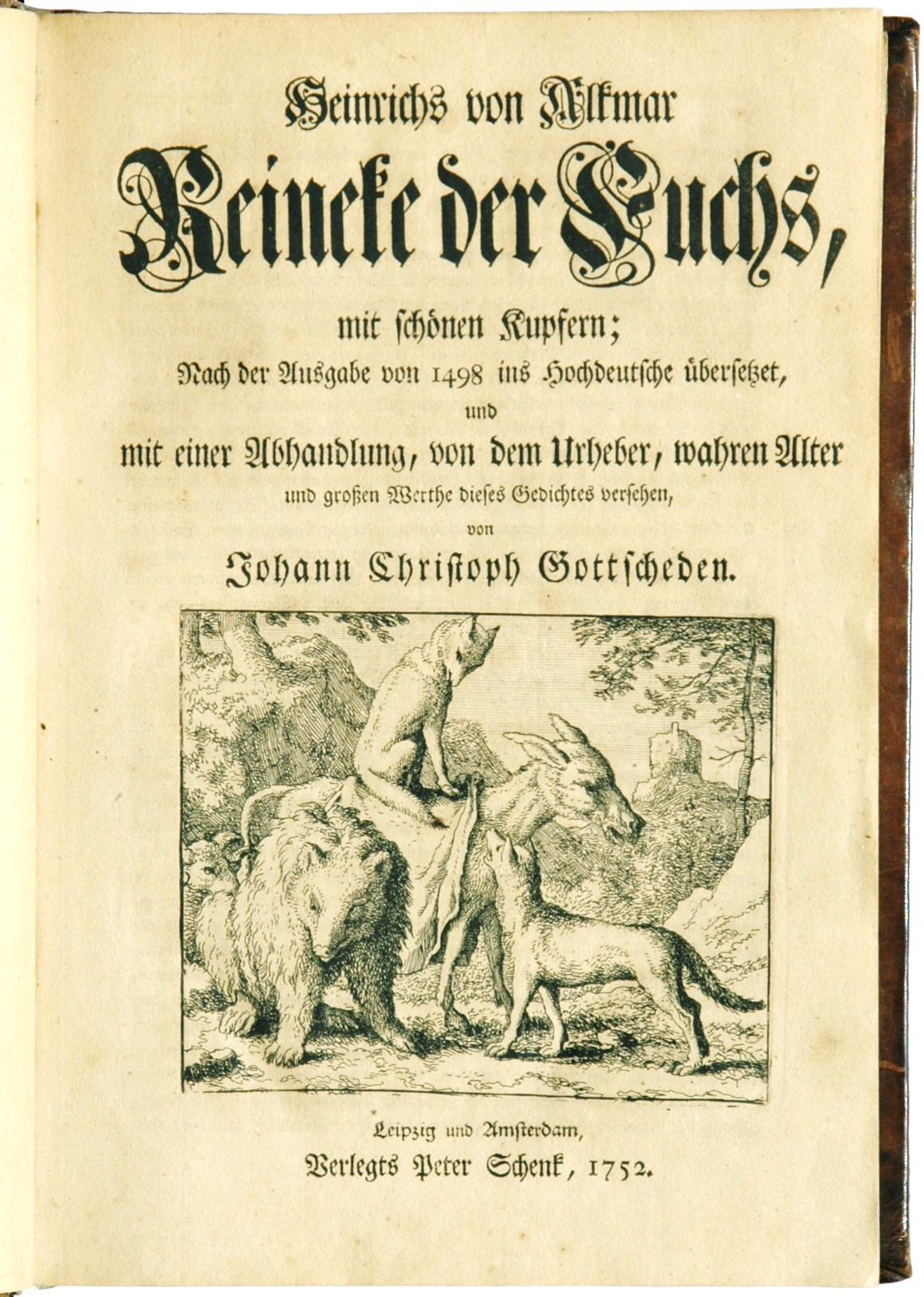
Duitstalige Reynaert-editie uit 1752

## Receptie en doorwerking

### Invloeden op buitenlandse literatuur
Het Reynaert-verhaal is een van de weinige stukken in de Nederlandse literatuur die buitenlandse literatuur beïnvloed hebben. Geoffrey Chaucer gebruikte materiaal van het bekende Vlaamse verhaal in zijn Canterbury Tales, met name het verhaal van Cantecleer de Haan en Reynaert. In 1485 vertaalde William Caxton het hele verhaal naar The Historie of Reynart the Foxe. Tybalt uit William Shakespeares Romeo en Julia is genoemd naar Tybeert de Kater. Goethe schreef ook over de geslepen vos in zijn fabel Reineke Fuchs. Het werk werd rond 1200 ook vertaald naar het Latijn, onder de titel "Reynardus Vulpes" door Balduinus Iuvenis. Op zijn beurt heeft Dr. R.B.C. Huygens deze Latijnse vertaling terugvertaald naar het Nederlands (1967).

### Verwijzingen in de cultuur

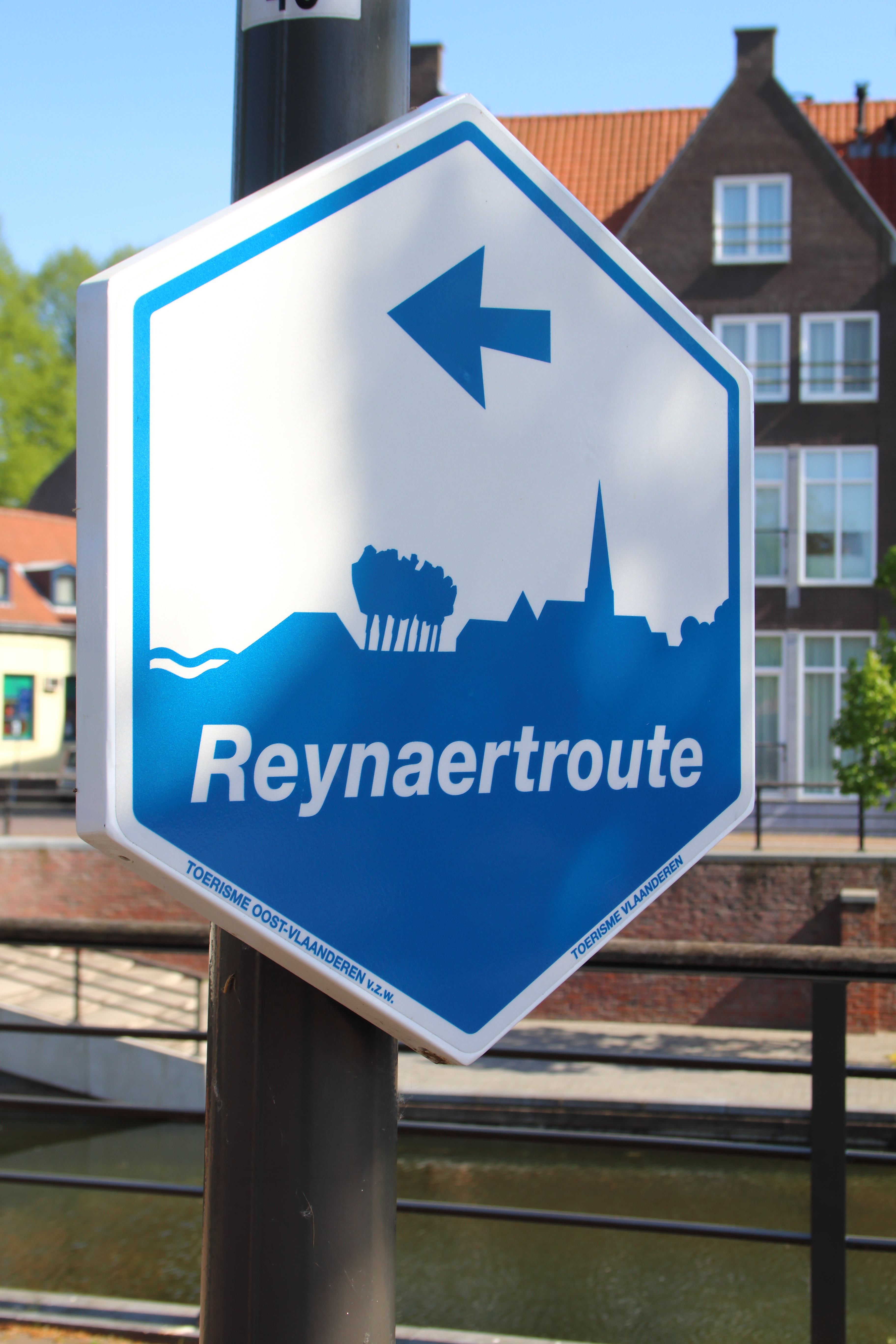
Reynaertroute in Hulst

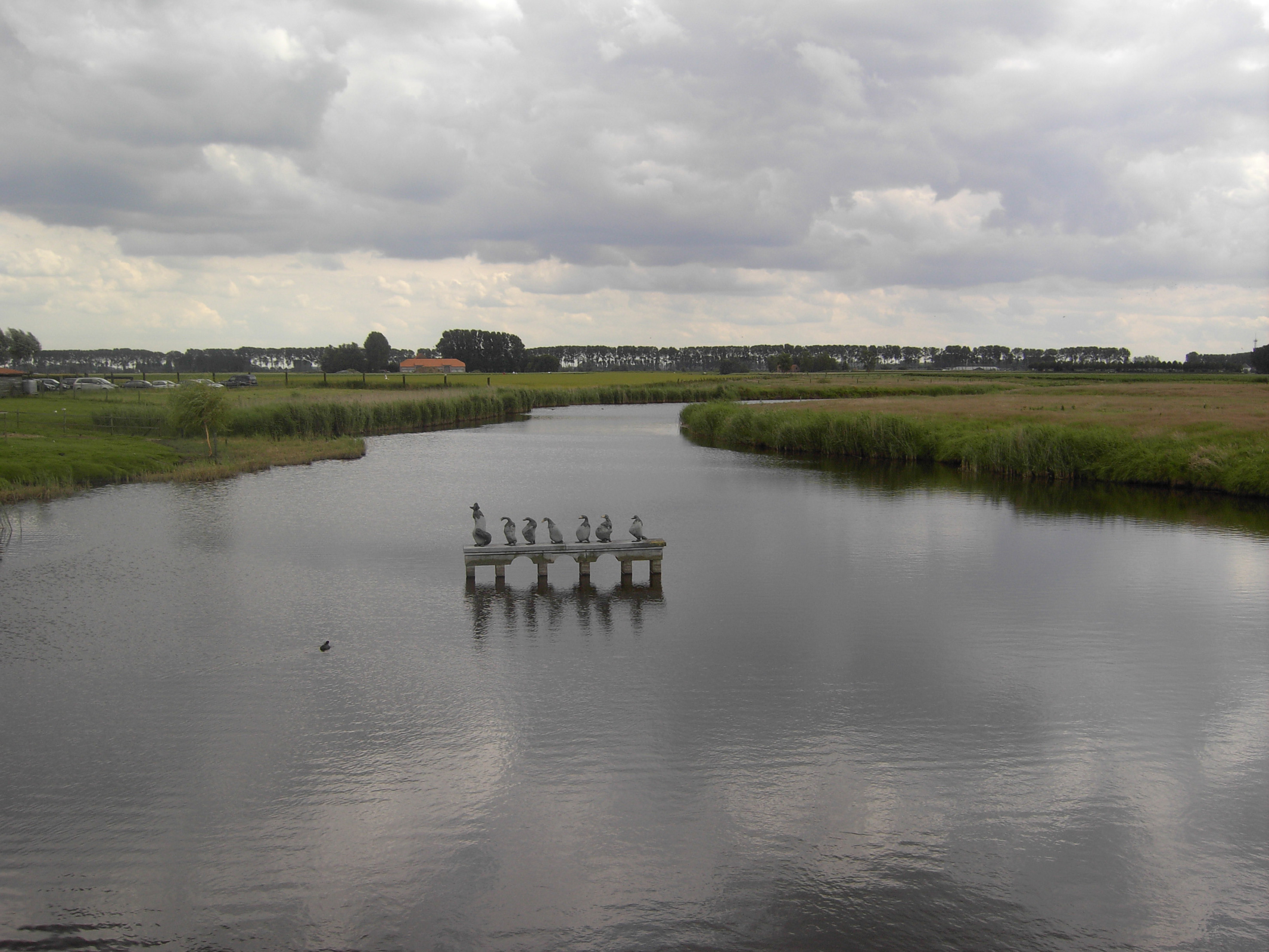
Als de vos de passie preekt van Chris Ferket in de Oudemanskreek

- In Amsterdam is de Reinaert de Vosstraat gelegen. In de Maastrichtse buurt Malpertuis, de naam van Reinaerts woning, zijn de straten genoemd naar de figuren uit Van den vos Reynaerde (Reinaartsingel, Grimbeertstraat, Tibeertstraat). In Gent zijn ter hoogte van de Brugsesteenweg 5 straten genoemd naar personages uit het verhaal: de Cantecleerstraat (genoemd naar de haan), de Coppestraat (genoemd naar de kip), de Isegrimstraat (genoemd naar de wolf) en het Grimbertpad (genoemd naar de das) alsook het Koning Nobelplein. Ook in verschillende andere steden en gemeenten werden straten naar de Reinaertpersonages genoemd: Ieper (Reinaartstraat), Eindhoven (Grimbeertlaan, Reinaertlaan), Eisden (Reinaartstraat), Amersfoort (Reinaartpad, Koning Nobelpad, Grimbeertstraat), Gouda (Reinaertplein), Stasegem (Reinaertstraat, Tibeerstraat, Isengrijnstraat, Nobelstraat), Belsele (Isengrimlaan, Tybeertstraat, Reinaertlaan), Groot-Bijgaarden (Grimbeertsraat, Cantecleerstraat, Tibeertstraat, Nobelstraat), Kemzeke (Reinaertlaan), Schoten (Grimbeertlaan, Reinaertlaan, Kanteklaarpad), Borsbeek (Reinaert, Grimbert), Deinze (Reynaertstraat, Tijbaartstraat, Hermeleinestraat, Cobbestraat, Grimbaartstraat, Kuwaardestraat, Nobelstraat, Canteclaerplein), Nieuw-Namen (Reijnaertstraat, Isegrim, Vosstraat, Cuwaertstraat), Kollum (Reinaard, Nobel, Cantecleer, Grimbeert).
- Plaatsen uit de omgeving van de Zeeuws-Vlaamse stad Hulst worden in het boek genoemd: Absdale en Hulsterloo. In de stad staat eveneens een groot standbeeld met de dieren uit het gedicht. Er is ook een school naar Reynaert vernoemd, namelijk het Reynaert College. In 2022 werd een nieuw vossenmonument onthuld.[3]
- De Britse illustratrice Mary Tourtel gebruikte Reinaert de Vos als personage in haar eerste verhalen van Bruintje Beer, waar Reinaert voor de eerste keer verscheen in het verhaal Rupert and Reynard Fox. Begin en midden jaren 1920 keerde Reinaert regelmatig terug in haar Bruintje Beer-verhalen als schurk, oplichter, inbreker of dief.
- In Oost- en Zeeuws-Vlaanderen werden de bewegwijzerde autoroutes 'Reynaertroute' en 'Reynaertroute Zuid' gecreëerd.
- In 1941 publiceerde hoogleraar en NSB'er Robert van Genechten een antisemitische versie van het verhaal. Dit werd in 1943 in opdracht van de NSB verwerkt tot een korte tekenfilm die de voornaamste elementen uit de nazi-ideologie verbeeldt. Reynaert is in deze animatiefilm de held van het verhaal (hoewel nog steeds een gauwdief en een plaaggeest) en de leeuw Koning Nobel is gestorven. Koning Boudewijn wordt voorgesteld als een ezel. De slechteriken in het verhaal zijn een groep neushoorns, karikaturen van Joden, die de dieren financieel uitzuigen en opjutten te trouwen met andere diersoorten, waardoor er allerlei bizarre nieuwe diersoorten ontstaan. Deze uitermate racistische en antisemitische film werd uiteindelijk nooit in het openbaar vertoond en pas in 1991 teruggevonden. In 2005 kwamen nog nieuwe scènes uit de film boven water.[4]
- Louis Paul Boons Wapenbroeders, een herschrijving van het klassieke dierenepos, verscheen in 1955. Het waren oorspronkelijk korte stukjes, gepubliceerd in het tijdschrift Front.
- De neerlandicus Harrie Dister maakte in 1967 op rijm een toneelbewerking van Van den Vos Reynaerde die onder de titel Reinaerdie met succes enige malen in Roermond werd uitgevoerd, met in de hoofdrol Jozef van den Berg.
- Paul Biegel schreef in 1972 een moderne bewerking van het verhaal.
- Het tijdschrift Tiecelijn, dat is opgericht in 1988, is geheel gewijd aan de studie en het naleven van dit dierenverhaal.
- In het Suske en Wiske-verhaal De rebelse Reinaert (1998) komen de hoofdfiguren in contact met Reynaert (die hier in feite symbool staat voor Marc Dutroux).
- Van Leo Faes verschenen twee Reynaertstrips: Reynaerts wraak (1998) en De moordenaars van Malpertuus (2017, gebaseerd op Le mort de Renard van Guillaume, marquis de Madoc).
- In de Oost-Vlaamse stad Deinze, trekt om de vijf jaar de Stoet van Canteclaer (genoemd naar de haan) door de straten. Daarnaast heeft Deinze ook twee beelden van de hand van kunstenaar Chris Ferket die verwijzen naar het verhaal: in de Tolpoortstraat staat het beeld Reynaert op het graf van Coppe en in recreatiepark De Brielmeersen staat een beeld met als titel Reynaert leert Isengrijn klokken luiden. Ook op negen plekken in Sint-Laureins (geplaatst tussen 1995 en 2003)[5] (Als de vos de passie preekt aan de Oudemanskreek, Reynaert en de eenden aan het gemeentehuis van Sint-Laureins, Kriekeputte aan de bibliotheek, Cuwaert in Sint-Margriete, Pinte ende Sproete in Sint-Jan-in-Eremo, Tybeert en de muizen in Waterland-Oudeman, Cantecleer in Watervliet, Ysengrin in Watervliet, De Koningsvrede in Bentille) en sinds 1999 in Hulst (Als de vos de passie preekt)[6] staan beelden in Reynaertthema van Ferket.van Jeannine Van Landschoot. In Sint-Margriete staat ook nog het bas-reliëf Reynaert voor de troon van Koning Nobel van Jeannine Van Landschoot. Ook in Rupelmonde staat een Reynaertbeeld.
- In de Nieuwstraat in Sint-Niklaas staat Reynaert op een muurschildering van Eelco Van Den Bergh.[7]
- In Sinaai werd de rustplek 'Reynaert aan de Vaart' gecreëerd.[8]
- In 2006 schreef de Friese dichter en schrijver Steven H.P. de Jong zijn eigen bewerking van het verhaal, getiteld Neam my mar Willem (Noem mij maar Willem). Het verhaal van de vos wordt in het boek verteld door een oude verteller, die zichzelf aan het eind Willem noemt. Dit verwijst naar de Willem die het originele verhaal schreef. Het boek speelt dan ook in het Giekerk (Gytsjerk) van 1200.
- In 2008 publiceerde de Nederlandse rapper Charlie May zijn rapversie van de Reinaert in het jeugdboekenfonds van Uitgeverij Holland, getiteld Reinaert de Vos ... gerapt, met bijbehorende cd. Volgens de historicus Herman Pleij benadert May de oorspronkelijke wijze van voordragen van dit aanvankelijk verbale kunstwerk.
- Van den vos is een muziektheaterproductie uit 2013 van FC Bergman.
- Fokke & Sukke hebben een reeks cartoons gewijd aan de vaderlandse geschiedenis en literatuur, Fokke ende Sukke. In "Fokke ende Sukke kennen altijd wel een mannetje" moet hun madocke, hier een fictief apparaat zonder af te leiden functie, gerepareerd worden. Ze besluiten dit naar Willem te brengen om het te laten maken. De grap verwijst naar het onbekende verhaal dat in het begin van de Reinaert vermeld wordt.
- Van A.H.J. Dautzenberg verscheen in 2016 een "21ste-eeuwse versie" in een dertiendelig feuilleton in NRC-Handelsblad (13 mei-5 aug.) met illustraties van Cyprian Koscielniak.
- In 2018 bewerkte hiphop-theatercollectief DIEHELEDING de tekst tot de muziektheaterproductie Fox Populi.
- In 2020 werd een muurschildering aan de Bos en Lommerweg te Amsterdam gezet naar een ontwerp van Stefan Glerum (project "De muren van West").
- In 2021 publiceerde Nico Dros zijn roman Willem die Madoc maakte over Willem, de auteur van Van den vos Reynaerde.
- Het werk is zozeer een onderdeel van de Nederlandstalige vertelcultuur dat afgeleide benamingen zoals Reintje volstaan om aan te duiden dat er sprake is van een afgeleid werk of een verhaal met een vos in de hoofdrol.

### In strips
Diverse antropomorfe vossen in stripverhalen danken hun naam aan het Reynaert-verhaal. Zo is de naam van Brer Fox − een creatie van Walt Disney − in het Nederlands vertaald als Rein Vos. Ook Brer Bear, Bruin Beer, is vernoemd naar Bruun de Beer uit het verhaal. De vos uit Paulus de boskabouter heet eveneens Rein. In de Donald Duck Provincie Specials uit 2012 speelt Reynaert een kleine rol in het eerste verhaal uit het nummer over Zeeland, waarin hij aan het eind een nieuwe schat steelt van Dagobert die hij zelf altijd al wilde hebben. Het standbeeld in Hulst is de volgende dag veranderd   in een grijnzende vos nu hij eindelijk de schat heeft.
Jean-Marc Mathis en Thierry Martin werkten samen aan de reeks Le Roman de Renart, waarvan tussen 2007 en 2009 drie delen zijn verschenen: Les jambons d'Ysengrin, Le puits en Le jugement de Renart.

## Reinaart in de beeldende kunst
Reinaart inspireerde talloze kunstenaars, die de belevenissen van de vos omzetten in kunst. The Phoebus Foundation is de eigenaar van meer dan 350 boeken over Reynaert de Vos, van de vroege 16de eeuw tot vandaag. Deze collectie werd in 2018 tentoongesteld onder de vorm van een 'expeditie' rond het middeleeuwse dierenepos. Daarvoor werkte de Stichting samen met Rik Van Daele, secretaris-penningmeester van het Reynaertgenootschap.
- De overgave van Reinaert de vos, door Leonard van Munster

### Galerij

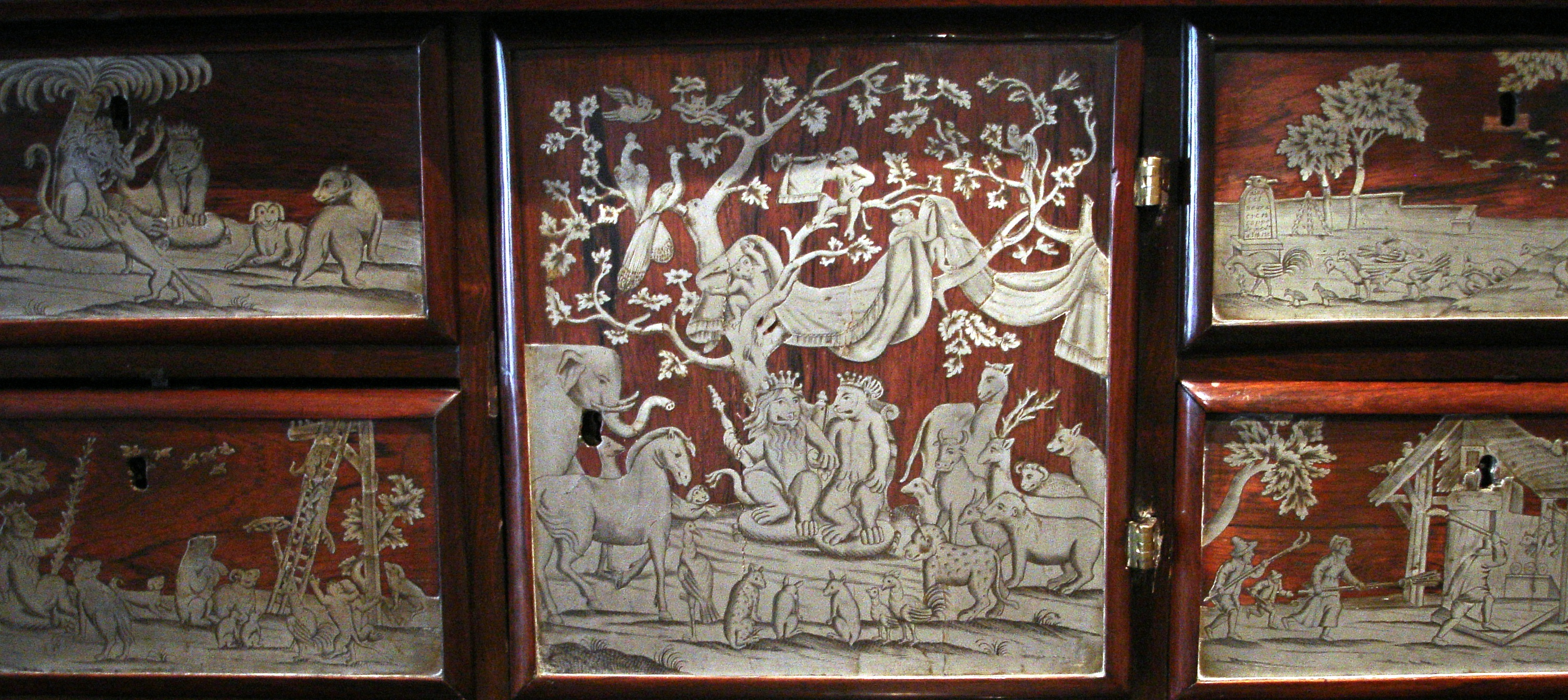
18e-eeuws Reinaartkabinet, verz. SteM te Sint-Niklaas.
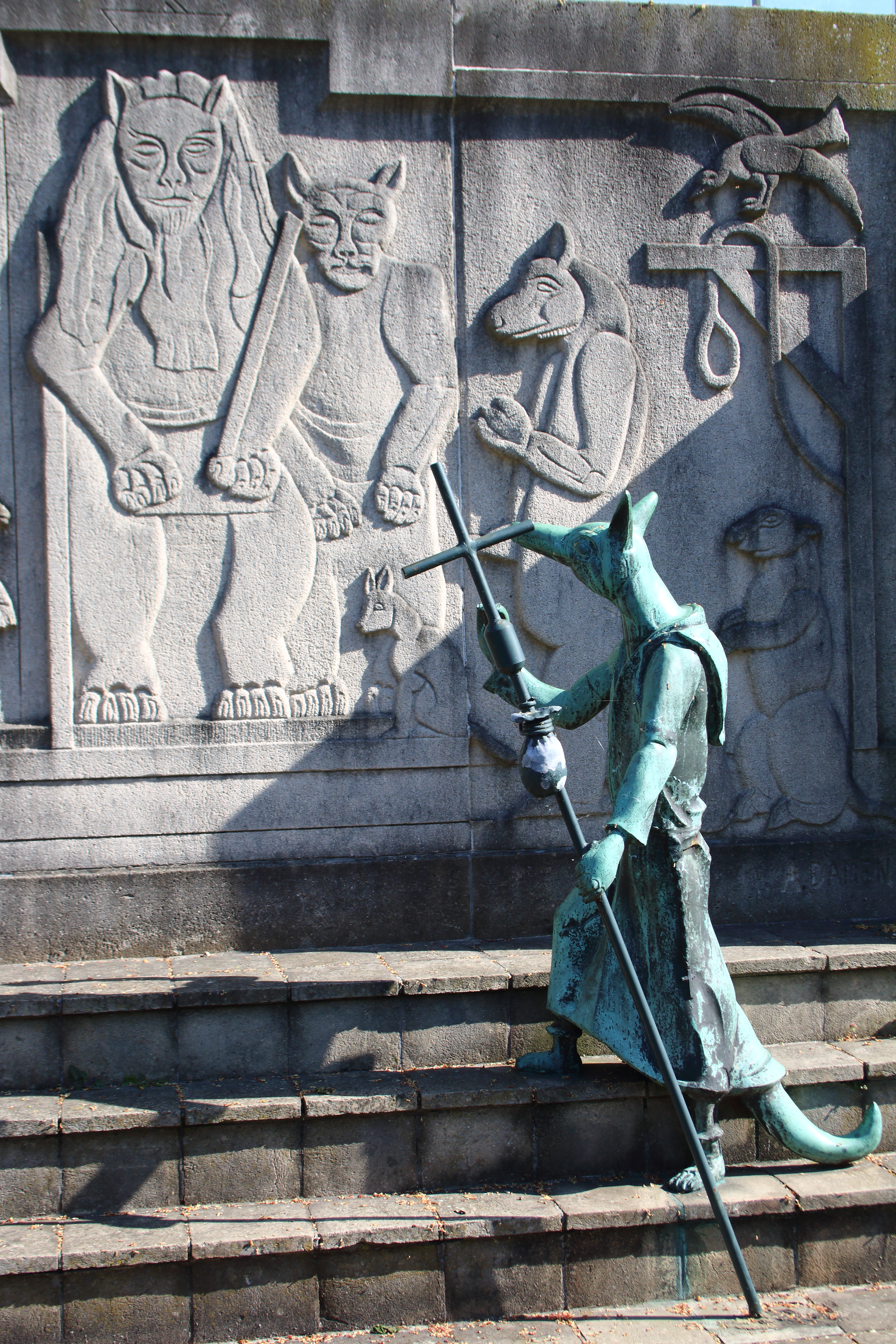
Monument van Reynaert de Vos in Hulst
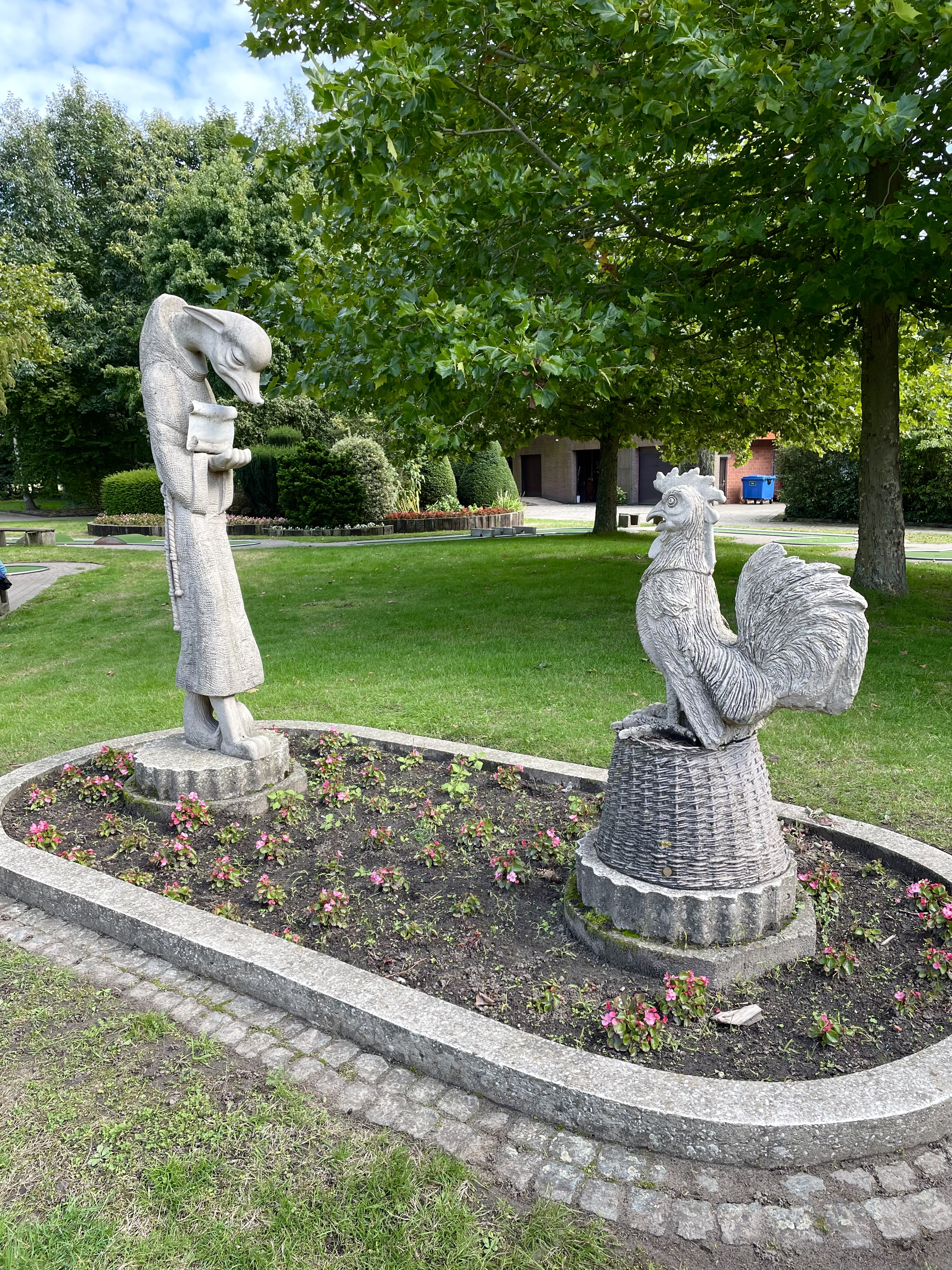
Reinaart en Canteclaar, De Ster in Sint-Niklaas door Albert De Smedt.
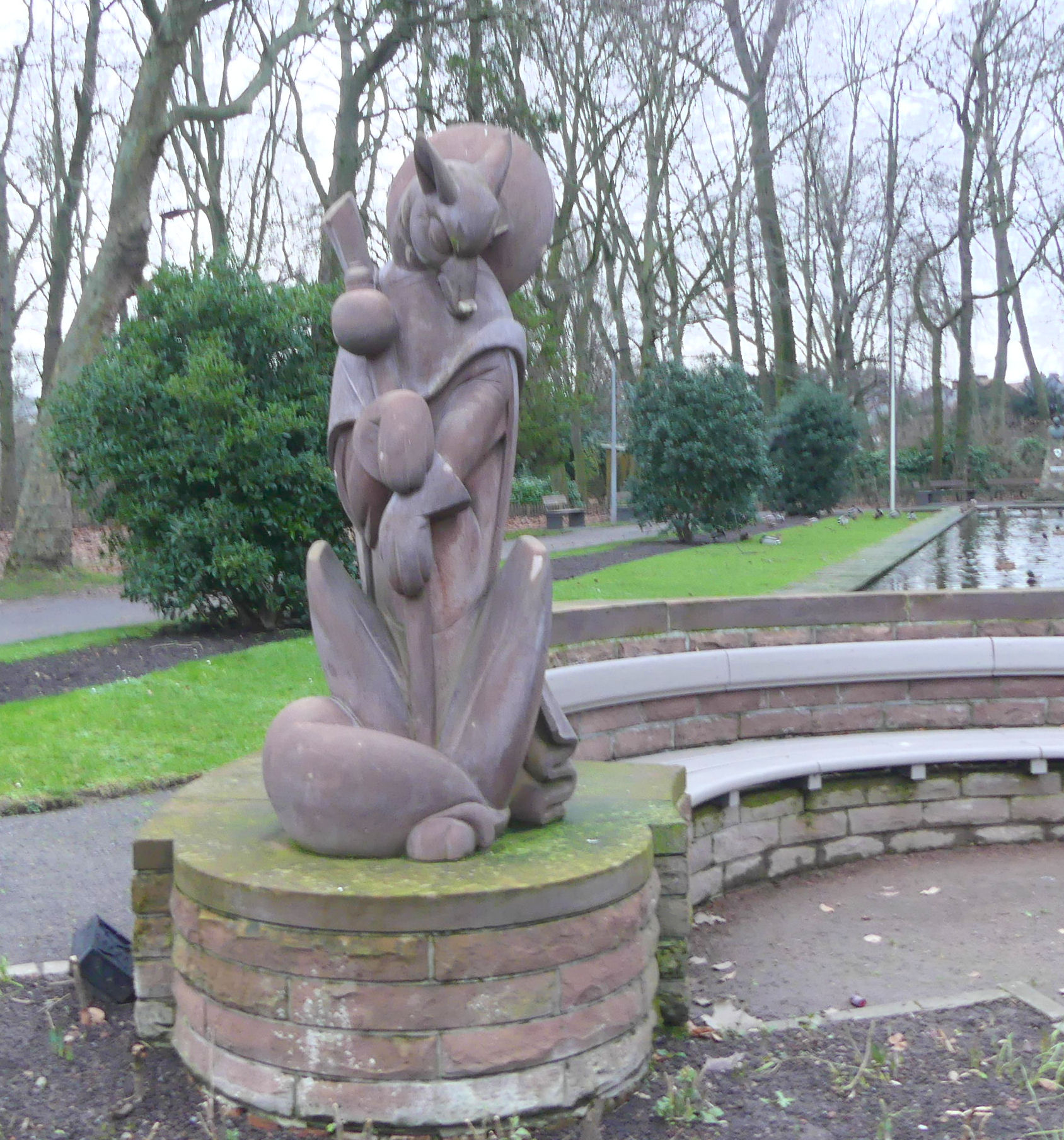
Renaertbank, in het Romain De Vidtspark door Albert Poels.

### Illustraties

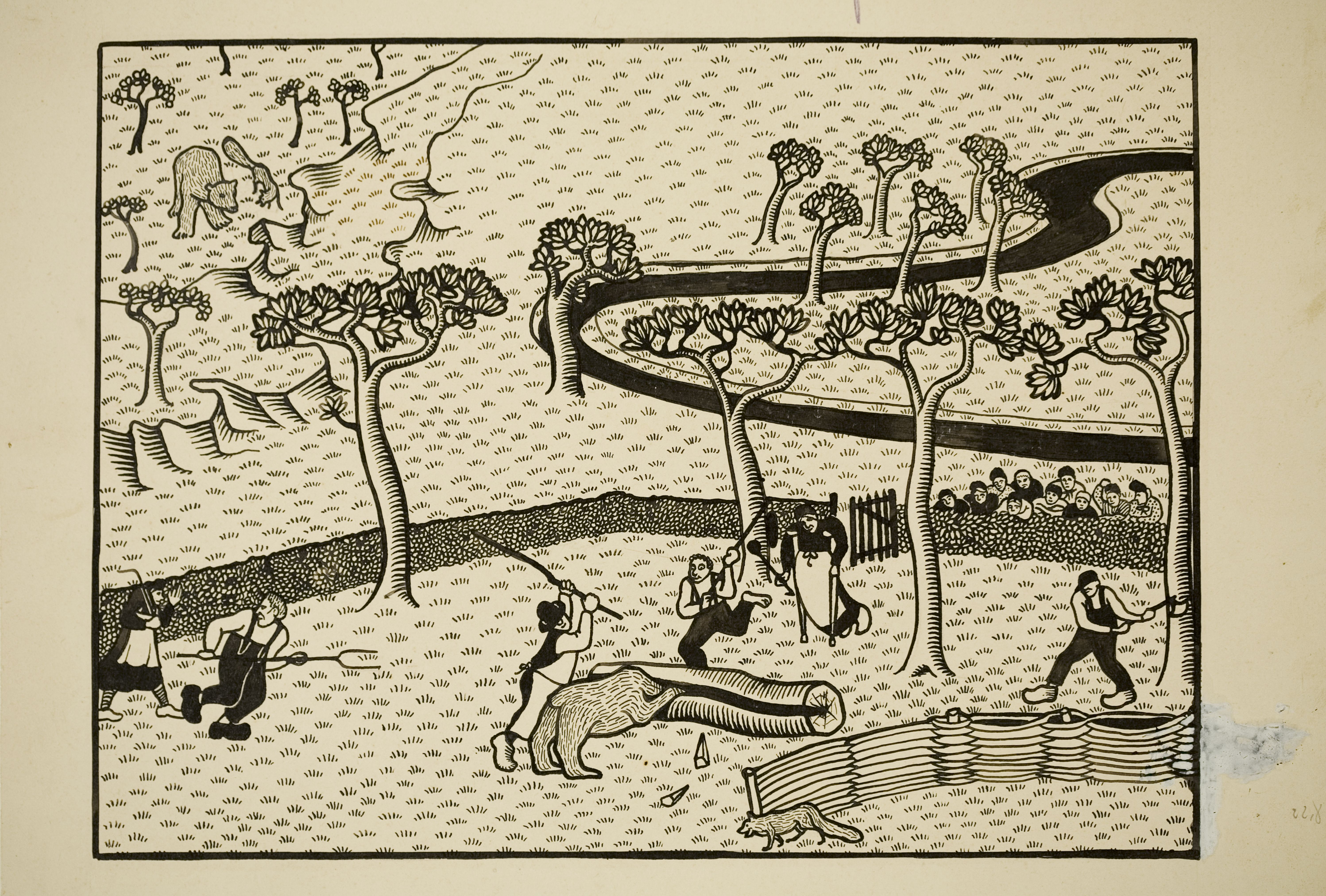
Hoe Reinaert zich bedenkt en daarna Bruin vriendelijk ontvangt en hem vertelt van den honing, Gustave Van de Woestyne, 1908, Museum voor Schone Kunsten Gent

Doordat geen van de vijf handschriften geïllustreerd zijn, zijn de oudst bekende illustraties deze van de Haarlemmer meester, overgeleverd in de Antwerpse rijmincunabel van Gheraert Leeu met Reynaerts historie (1487-90). Slechts drie van de minstens 38 houtsneden zijn echter bewaard. In de Middelnedersaksische Lübeckse druk van Reynke de vos (1498) is voor het eerst een complete cyclus Reynaertillustraties overgebleven, bestaande uit 68 prenten aangevuld met materiaal uit ander werk.
Onder de moderne illustratoren hebben verschillende zich onderscheiden, waaronder Gustave van de Woestijne (1909), Bert Bouman (1979) en Marc Legendre met een bijzondere stripversie (2010).

### Handschriften
Voor een verhalende tekst in het Nederlands zijn de vijf handschriften waarin Van den vos Reynaerde is overgeleverd een significant aantal, wat wijst op de populariteit van het verhaal, dat zich naar verschillende delen van het taalgebied had verspreid. Twee manuscripten, het Comburgse handschrift en het Dyckse handschrift, bieden een complete tekst. De Dyckse codex is ouder, maar toch vertrekken de meeste edities van de Comburgse tekst omdat die in het Vlaams is gesteld zoals het (verloren) origineel. De Dyckse Reynaert is door een Hollandse kopiist afgeschreven van een Vlaamse tekst, wat een mélange opleverde inzake taalvormen en spellingconventies. Bovendien is het slot van de Dyckse Reynaert klaarblijkelijk ingekort (af te leiden uit de afwezigheid van het acrostichon ‘BI WILLEME’).
De vijf overgeleverde manuscripten zijn (in volgorde van geraamde ouderdom):
- Rotterdams handschrift (G), perkament, Geldern-Kleef, ca. 1260-1280 (63 deels verminkte verzen, ontdekt in 1933)[13]
- Darmstadts handschrift (E), perkament, Nederlands Limburg, ca. 1275-1300 (287 verzen, ontdekt in 1889)[14]
- Dycks handschrift (F), perkament, Nedersticht/Oost-Holland, ca. 1330-1360 (3393 verzen, ontdekt in 1907)[15]
- Comburgs handschrift (A), perkament, Oost-Vlaanderen, begin 15e eeuw (3469 verzen, ontdekt eind 18e eeuw)[16]
- Brussels handschrift (J), papier, Oost-Vlaanderen, ca. 1400-1415 (369 verzen, ontdekt in 1971)[17]

Ook de handschriften en oude drukken van Reynaerts historie, een boek dat Van den vos Reynaerde bewerkt en voortzet, vormen een bron voor die laatste tekst.

### Uitgaven
- André Bouwman en Bart Besamusca (red.), Reynaert in tweevoud, vol I., Van den vos Reynaerde, 2002.[18]
Kritische editie vertrekkend van het Comburgse handschrift, met inleiding en woordverklaring.
- Brinkman, Herman, Schenkel, Janny (1997). Het Comburgse handschrift. Hs. Stuttgart, Württembergische Landesbibliothek, Cod. poet. et phil. 2° 22. Volume 2.. Verloren, Hilversum, 859–940.
  - Brinkman, Herman, Schenkel, Janny (1997). Het Comburgse handschrift. Hs. Stuttgart, Württembergische Landesbibliothek, Cod. poet. et phil. 2° 22. Volume 1.. Verloren, Hilversum, 9–87. (inleiding met wetenschappelijk commentaar)
- Jozef Janssens e.a. (red.), Van den vos Reynaerde. Het Comburgse handschrift, 1991.
Kritische editie vertrekkend van het Comburgse handschrift.
- Frank Lulofs (red.), Van den vos Reynaerde, 1983.
- Wytze Gs Hellinga (red.), Van den vos Reynaerde, vol. I, Teksten. Diplomatisch uitgegeven naar de bronnen vóór het jaar 1500, 1952.
Standaard diplomatische editie van alle handschriften (correcties in Spiegel der Letteren, 1964-65, nr. 8, p. 31-37).
- Jacob Wijbrand Muller (red.), Van den vos Reinaerde. Inleiding met aanteekeningen, lijst van eigennamen, tekst, 1944.
Genormaliseerde kritische editie.
Standaard kritische uitgave met woordverklaring en aantekeningen.
- Ernst Martin (red.), Reinaert. Willems Gedicht Van den vos Reinaerde und die Umarbeitung und Fortsetzung Reinaerts Historie, 1874 (gearchiveerd)
Bundeling van de twee Middelnederlandse Reynaertteksten met nog steeds relevante inleiding en annotaties in het Duits.

### Nederlandse vertalingen
Er is geen gebrek aan moderne hertalingen van het Reynaertverhaal, al lopen de benaderingen en de kwaliteit uiteen. Versvertalingen zijn onder meer gemaakt door Jan-Frans Willems (1834), Hubert Melis (1926), Ernst van Altena (1979), Arjaan van Nimwegen (1979), Karel Eykman (2008), Ard Posthuma (2008) en Walter Verniers (2012). Deze overzettingen zijn allemaal op rijm en nemen daarom, behalve misschien Melis, de nodige vrijheid met de Middelnederlandse tekst. Getrouwer aan de inhoud zijn de prozavertalingen van Hessel Adema (1985), Rik Van Daele (1989) en vooral van André Bouwman en Bart Besamusca (2007). Het hedendaagse proza van Bas Jongenelen (2023) stelt zich ten dienste van het begrip van het Middelnederlands. Koos Meinderts (2018) koos dan weer voor een hervertelling die ook kinderen kan bekoren.
Voorts zijn er talloze bewerkingen, navertellingen en inkortingen.
Online zijn beschikbaar:
- André Bouwman en Bart Besamusca, Over de vos Reynaert, 2007 (proza)
- Bas Jongenelen, Reynaert de Vos, 2023 (proza)
- Walter Verniers, Van den vos Reynaerde, naar het Comburgse handschrift, 2012 (rijm)
- Jan-Frans Willems, Reinaert de vos. Naer de oudste beryming, 1834 (rijm)

### Secundaire literatuur
- Frits van Oostrom, De Reynaert. Leven met een middeleeuws meesterwerk, 2023. ISBN 9789044642674
- Yvan de Maesschalck, Vossenlucht. Over Reynaertpersonages en hun fictionele aanverwanten, 2016. ISBN 9789038225579
- Jozef Janssens en Rik van Daele, Reinaerts streken: van 2000 voor tot 2000 na Christus (Leuven: Davidsfonds/literair, 2001).
- Martin Zebracki, Het grenzeloze land van Reynaerde. Geografie 20 (2011: 2), p. 30-33 (gearchiveerd)
- Paul Wackers, Reynaert de Vos, in: W.P. Gerritsen en A.G. van Melle, Van Aiol tot de Zwaanridder. Personages uit de middeleeuwse verhaalkunst en hun voortleven in literatuur, theater en beeldende kunst, 1993, p. 269-279
- Klaas Hanzen Heeroma, De eerste Reinaert en zijn voorbeeld, in: K. Heeroma, De andere Reinaert, 1970, p. 10-114.
- J.W. Muller, Van den vos Reinaerde. Exegetische commentaar, 1942.